# Tweede Werkhaven
De Tweede Werkhaven is een haven in het Botlek-gebied in Rotterdam. Aan deze haven is scheepswerf Keppel Verolme gevestigd en ligt droogdok 7, het grootste dok van Keppel Verolme. Aan de westzijde liggen Liquin Terminal TTR en Service Terminal Rotterdam.